# MahaNakhon
Il MahaNakhon (in thailandese: คิง เพาเวอร์ มหานคร) è un grattacielo situato nel distretto Bang Rak di Bangkok, capitale della Thailandia, nelle vicinanze della stazione Chong Nonsi della linea Silom del Bangkok Skytrain.
Inaugurato nel dicembre 2016, la finitura esterna è costituita da una facciata continua con vetro a vista che presenta delle rientranze. Nel febbraio 2013, i prezzi di vendita per ogni suo appartamento andavano da 1.100.000 a 17.000.000 di dollari, che lo resero il più costoso condominio di Bangkok.
Dopo la vendita dei primi appartamenti nell'aprile del 2016, l'azienda Council on Tall Buildings and Urban Habitat (CTBUH) certificò nel maggio successivo che con la sua altezza di 314 metri era l'edificio più alto della Thailandia. Nel 2018 la sua altezza fu superata dal Magnolias Waterfront Residences, anch'esso a Bangkok, che con i suoi 317 metri divenne l'edificio più alto del Paese.